# Asbeke
Die Asbeke ist ein linker  Nebenfluss der Kinsbeke im Kreis Herford im Nordosten des deutschen Bundeslandes Nordrhein-Westfalen.

## Geographie
Das Gewässer hat eine Gesamtlänge von 2,4 km. Das Einzugsgebiet liegt im Herzen des Ravensberger Hügellandes westlich der Werre. Die Asbeke entspringt in Enger im Ortsteil Oldinghausen. Sie tritt erstmals als Ausfluss der Fischteiche des Sattelmeier-Hofs Ebmeyer zu Tage und mündet in Herford-Eickum an der Oldinghauser Straße in die Kinsbeke. In Karten wird die Kinsbeke manchmal nach Einmündung noch ein Stück als Asbeke bezeichnet. Die Kinsbeke wiederum mündet in die Westfälische Aa.
Das Gewässer durchfließt auf seinem Weg von der Quelle bis zur Mündung die Ortsteile Enger-Oldinghausen und Herford-Eickum. Der Bach wechselt nur einmal zwischen Herford und Enger. Zuflüsse sind kurze Seitenbäche und Feld-Drainagen.

## Geschichte
Die Asbeke wurde in früheren Jahrhunderten als Mühlenbach genutzt. Die ehemalige Wassermühle des Hofes Bartling (niederdeutsch: Balker) wurde jedoch demontiert und steht heute in Bad Oeynhausen am Rande des Kurparks als Teil eines Museumsprojekts. Der ehemalige Hof Bartling heißt heute Quest.

## Umwelt
Direkt hinter seiner Quelle fließt der Bach durch  den Balker Busch – ein mit Feuchtwiesen durchzogenes Waldstück. Die Asbeke gehört in ihrer ganzen Länge zum Naturschutzgebiet Asbeketal bzw. im Unterlauf zum Asbeke-Kinzbachtal, wobei der größere Teil des Bachs auf Engeraner Gebiet liegt. Auf ihrem Weg zur Mündung durchfließt sie Ebmeyers Teiche, sowie Bartlings- und Gieselers Teich, die beide zu verlanden drohen.